# Джоканте, Ваина
Ваина Джоканте (фр. Vahina Giocante; род. 1981) — французская актриса.

## Биография

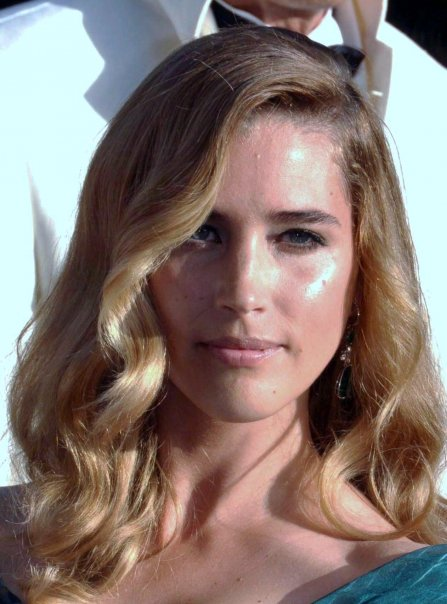
2009 год

Ваина Джоканте родилась 30 июня 1981 года во французском городе Питивье. Отец — с Корсики, мать — из Андалусии. Ваина окончила лицей Paul-Cézanne в городе Экс-ан-Прованс. Ещё учась в средней школе, Джоканте танцевала в Марсельской опере.
В 20 лет у неё родился сын Нино. Отец мальчика — музыкант Мартин Гамет.
Её имя имеет малагасийское происхождение и в переводе означает «Добро пожаловать». До 10 лет жила на Корсике. Затем в Экс-ан-Провансе, где училась в лицее Paul-Cézanne («Поль-Сезанн»). С 15 лет она начала танцевать в балете Ролана Пети в Марсельской опере, где проработала 2 года. Уже в 16 лет её пригласили на главную роль в картине Мануэля Прадаля «Мари с залива Ангелов» (Marie Baie des Anges). Её героиня — юная проститутка Мари, у которой романтическая любовь с таким же юным воришкой Орсо. События развиваются на Лазурном берегу возле бухты Ангелов. После этого фильма, хотя он и вызвал много критики, Ваина Джоканте стала известна широкой публике, её заметили режиссёры. Также снималась в рекламе. В частности, она была лицом французского салона красоты «Жак Дессанж».
В 2015 году Ваина Джоканте приступила к съемкам сериала по заказу Первого канала «Мата Хари». Премьера — весна 2017 года. Это биографическая драма о жизни Маргареты Зелле, более известной как Мата Хари. Именно Ваина Джоканте играет главную героиню. По сюжету Маргарет Мак-Леод, преследуемая своим бывшим мужем, лишается опеки над дочерью и брошена на произвол судьбы, не имея никаких средств к существованию. Она становится танцовщицей, отчаявшись найти какой-либо другой заработок. Под псевдонимом Мата Хари Маргарет становится любимицей европейской элиты. Для неё открываются двери роскошных особняков и вилл, каждое выступление производит невероятный фурор.
Одной из причин, по которой именно Ваина Джоканте была приглашена на главную роль в сериале, стали её навыки танцовщицы.

## Фильмография
- 1997 — / Marie Baie des Anges — Мари
- 1998 — «Вор жизни» / Voleur de vie — Sigga
- 1999 — «Только не скандал» / Pas de scandale — Стефани
- 2000 — «Распутник» / Le Libertin — Angélique Diderot
- 2001 — «Призраки Любы» / Les Fantômes de Louba — Jeannie в подростковом возрасте
- 2001 — / Bella ciao — Bianca Mancini
- 2001 — / L’Algérie des chimères мини-сериал — Jeanne
- 2002 — / Vivante — Claire
- 2003 — «Солдаты Саламина» / Soldados de Salamina — Ассистент Social Dijon
- 2003 — / Le intermittenze del cuore —  Fiametta da giovane
- 2004 — «Блуберри» / Blueberry —  Маделин
- 2004 — «Мегрэ» / Maigret, серия Les petits cochons sans queue —  Germaine Leblanc
- 2004 — «Корсика» / Le cadeau d’Elena —  Мария
- 2005 — «Лила говорит» / Lila dit ça —  Лила
- 2005 — «Чёрная ночь 17 октября 1961» / Nuit noire, 17 octobre 1961 — Мария-Елена
- 2005 — «Ривьера» / Riviera — Стелла
- 2006 — «У» / U — У
- 2006 — «Прелюдия» / Un lever de rideau — Rosette
- 2007 — «99 франков» / 99 francs — Софи
- 2008 — «Секреты государства» / Secret défense — Диана/Лиза
- 2009 — «Замкнутый круг» / Le premier cercle — Элоди
- 2009 — «Беллами» / Bellamy — Nadia Sancho
- 2009 — «Блондинка с обнажённой грудью» / La blonde aux seins nus — Розали
- 2010 — «Банкротство (фр. Krach)» — Sybille Malher
- 2010 — / Trader Games  — Sibylle
- 2012 — / Les turfistes — Banette
- 2012 — «30 ударов» / 30 Beats — Ким
- 2013 — «(Не)жданный принц» / Un prince (presque) charmant — Мари
- 2016 — «Мата Хари» / Mata Hari — Мата Хари